# PKP řada Tp3

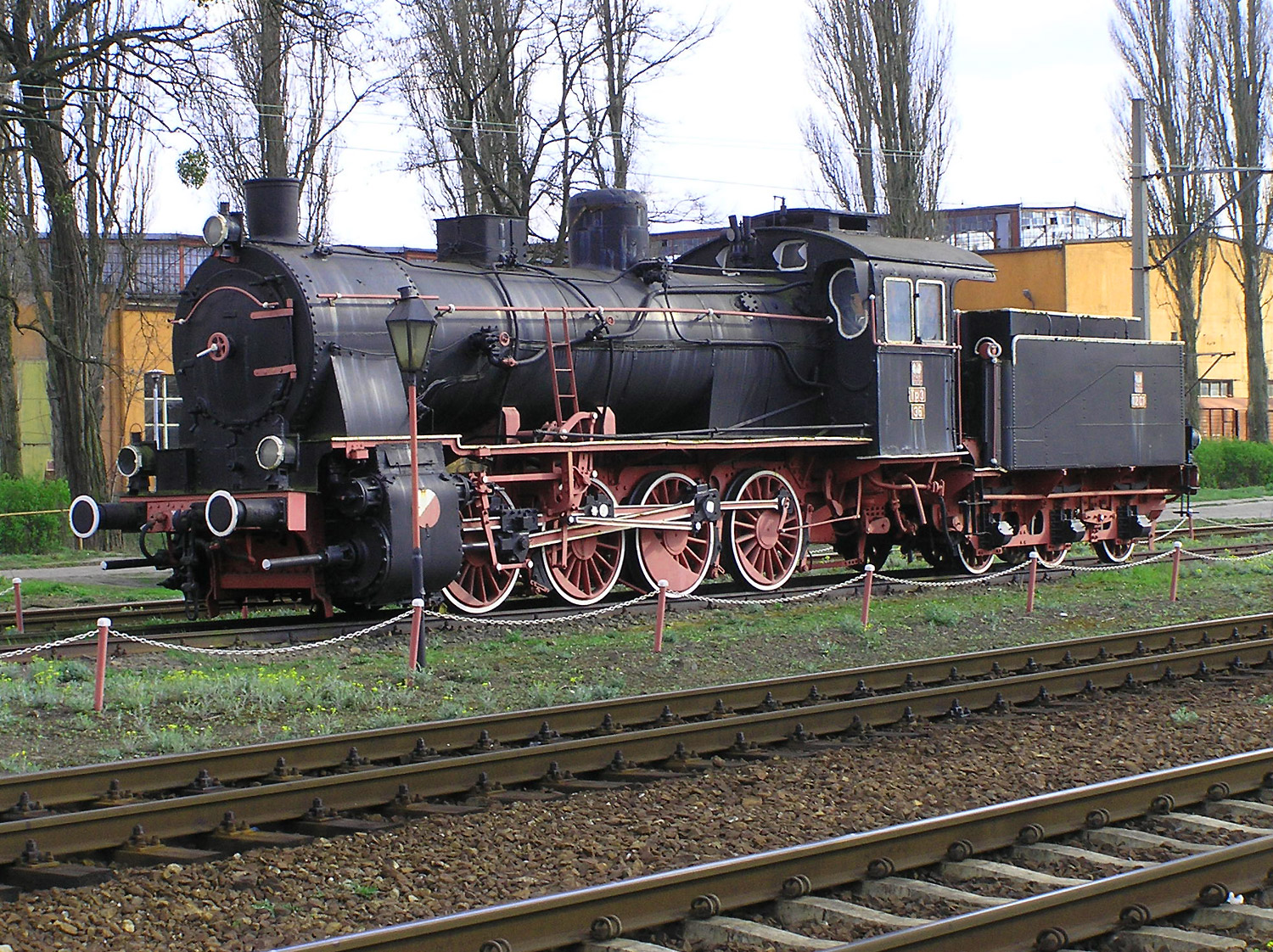
Lokomotiva Tp3

Tp3 je polská parní lokomotiva, vyráběná v letech 1902 až 1913 v továrně Henschel v Kassel jako pruská řada G 8. Lokomotivy tohoto typu byly používány především k přepravě zboží při výrobě a zpracování uhlí. Bylo vyrobeno asi 1054 kusů.